# Benet I Zacaries
Benet I Zacaries (Benedetto I Zaccaria) fou senyor de Focea, Quios i altres illes.
Ambaixador a la cort de l'Imperi Romà d'Orient des del 1264. Amb Castella participà en una guerra victoriosa contra el Marroc. També va estar a França, on fou almirall del rei Felip i va bloquejar les places angleses i flamenques. El 1281 va estar entre els guanyadors de Pisa en la batalla decisiva de Melòria i al setge de Porto Pisano. Benedetto estava auxiliat a les seves tasques comercials privades per son germà Manuele (Manel) i un altre germà Nicolino, i pels cosí Tedísio, i pel fill de Benedetto anomenat Paleòleg-Benedetto, així com alguns familiars de les cases dels Dòria, dels Cattaneo i dels Volta, i es van estanlir a Gènova sota autorització imperial.
Davant del perill turc i venecià per Quios, l'emperador Andrònic va demanar la intervenció de Benedetto Zaccaria, El 1296 Focea fou arrasada pel venecià Ruggero Morosini. Andreolo Cattaneo Volta, administrador per compte de Benedetto Zaccaria, es va traslladar a la nova Focea, on hi havia un castell que havia construït uns anys abans. El 1302 Benedetto va aconseguir del rei de França ser nomenat altra vegada almirall i va conquerir l'illa de Quios que havia caigut en mans de pirates musulmans.
Va deixar el govern al seu nebot Tedèsio. El 1304 Benedetto va ocupar Samos i Cos que eren quasi despoblades i l'emperador va haver de concedir-li la sobirania per deu anys però sota dependència de l'Imperi Romà d'Orient. A partir de 1304 Zaccaria, abans un simple administrador comercial en territori romà d'Orient, és de fet ara un sobirà. El 1306 Tedèsio va ocupar el port de Thasos, refugi de pirates grecs.
Benedetto va morir el 1307 i son germà Manel el 1309. El 1307 el seu fill Benet II Paleòleg Zaccaria el va succeir a Quios i a la resta de les possessions paternes.